# Volta a Cataluña 1993
La Volta a Cataluña de 1993 fue la 73.ª edición de la Volta a Cataluña. Se disputó en 7 etapas del 9 al 15 de septiembre de 1993 con un total de 895,1 km. El vencedor final fue el colombiano Álvaro Mejía del equipo Motorola-Merckx por ante Maurizio Fondriest del Lampre, y de Antonio Martín Velasco de Amaya.
Miguel Induráin, a pesar de ganar el Tour de Francia y el Giro de Italia aquel año, no consigue subir al podio. Así, Mejía, a pesar de no guayar la etapa de Pla de Beret, consigue el liderazgo que puede defender en la contrarreloj del día siguiente.
A la cuarta etapa, que llega a Barcelona, se produce el hecho que por primera vez una etapa de la "Vuelta" finaliza en la Plaza de Cataluña.

## Etapas
| Etapa | Fecha            | Ciudades de etapa                                 | km    | Vencedor de la etapa   | Líder de la general |
| ----- | ---------------- | ------------------------------------------------- | ----- | ---------------------- | ------------------- |
| 1.ª   | 9 de septiembre  | San Felíu de Guixols – San Felíu de Guixols (CRI) | 6,8   | Maurizio Fondriest     | Maurizio Fondriest  |
| 2.ª   | 10 de septiembre | San Felíu de Guixols – Hospitalet de Llobregat    | 181,0 | Marcel Wüst            | Maurizio Fondriest  |
| 3.ª   | 11 de septiembre | Hospitalet de Llobregat – Salou                   | 181,1 | Jean-Paul van Poppel   | Maurizio Fondriest  |
| 4.ª   | 12 de septiembre | Salou – Barcelona                                 | 148,0 | Laurent Jalabert       | Maurizio Fondriest  |
| 5.ª   | 13 de septiembre | Granollers - Granollers                           | 164,2 | Laurent Jalabert       | Maurizio Fondriest  |
| 6.ª   | 14 de septiembre | Torà – Pla de Beret                               | 196,0 | Antonio Martín Velasco | Álvaro Mejía        |
| 7.ª   | 15 de septiembre | Las – Viella (CRI)                                | 15,6  | Maurizio Fondriest     | Álvaro Mejía        |

### 1.ª etapa[1]
09-09-1993: San Felíu de Guixols), 6,8 km. (CRI):
|   | Ciclista           | Equipo  | Tiempo |
| - | ------------------ | ------- | ------ |
| 1 | Maurizio Fondriest | Lampre  | 8' 00" |
| 2 | Miguel Induráin    | Banesto | + 2"   |
| 3 | Laurent Jalabert   | ONCE    | + 12"  |

|   | Ciclista           | Equipo  | Tiempo |
| - | ------------------ | ------- | ------ |
| 1 | Maurizio Fondriest | Lampre  | 8' 00" |
| 2 | Miguel Induráin    | Banesto | + 2"   |
| 3 | Laurent Jalabert   | ONCE    | + 12"  |

### 2.ª etapa[2]
10-09-1993: San Felíu de Guixols – Hospitalet de Llobregat, 181,0 km.:
|   | Ciclista    | Equipo          | Tiempo     |
| - | ----------- | --------------- | ---------- |
| 1 | Marcel Wüst | Novemail        | 4h 55' 46" |
| 2 | Jan Schur   | Motorola-Merckx | m. t.      |
| 3 | Sean Kelly  | Festina-Loto    | m. t.      |

|   | Ciclista           | Equipo  | Tiempo     |
| - | ------------------ | ------- | ---------- |
| 1 | Maurizio Fondriest | Lampre  | 5h 03' 45" |
| 2 | Miguel Induráin    | Banesto | + 2"       |
| 3 | Laurent Jalabert   | ONCE    | + 12"      |

### 3.ª etapa[3]
11-09-1993: Hospitalet de Llobregat – Salou, 181,1 km.:
|   | Ciclista             | Equipo       | Tiempo     |
| - | -------------------- | ------------ | ---------- |
| 1 | Jean-Paul van Poppel | Festina-Loto | 4h 47' 04" |
| 2 | Alfonso Gutiérrez    | Artiach      | m. t.      |
| 3 | Laurent Jalabert     | ONCE         | m. t.      |

|   | Ciclista           | Equipo  | Tiempo     |
| - | ------------------ | ------- | ---------- |
| 1 | Maurizio Fondriest | Lampre  | 9h 50' 50" |
| 2 | Miguel Induráin    | Banesto | + 2"       |
| 3 | Laurent Jalabert   | ONCE    | + 12"      |

### 4.ª etapa[4]
12-09-1993: Salou – Barcelona, 148,1 km.:
|   | Ciclista          | Equipo   | Tiempo     |
| - | ----------------- | -------- | ---------- |
| 1 | Laurent Jalabert  | ONCE     | 3h 36' 49" |
| 2 | Marcel Wüst       | Novemail | m. t.      |
| 3 | Giovanni Lombardi | Lampre   | m. t.      |

|   | Ciclista           | Equipo  | Tiempo      |
| - | ------------------ | ------- | ----------- |
| 1 | Maurizio Fondriest | Lampre  | 13h 27' 39" |
| 2 | Miguel Induráin    | Banesto | + 2"        |
| 3 | Laurent Jalabert   | ONCE    | + 12"       |

### 5.ª etapa[5]
13-09-1993: Granollers, 164,2 km.:
|   | Ciclista         | Equipo       | Tiempo     |
| - | ---------------- | ------------ | ---------- |
| 1 | Laurent Jalabert | ONCE         | 4h 27' 15" |
| 2 | Sean Kelly       | Festina-Loto | m. t.      |
| 3 | Oleg Chuzhda     | Deportpublic | m. t.      |

|   | Ciclista           | Equipo  | Tiempo      |
| - | ------------------ | ------- | ----------- |
| 1 | Maurizio Fondriest | Lampre  | 17h 54' 54" |
| 2 | Miguel Induráin    | Banesto | + 2"        |
| 3 | Laurent Jalabert   | ONCE    | + 12"       |

### 6.ª etapa[6]
14-09-1993: Torá - Pla de Beret, 196,0 km.:
|   | Ciclista               | Equipo          | Tiempo     |
| - | ---------------------- | --------------- | ---------- |
| 1 | Antonio Martín Velasco | Amaya           | 5h 29' 19" |
| 2 | Oliverio Rincón        | Amaya           | m. t.      |
| 3 | Álvaro Mejía           | Motorola-Merckx | m. t.      |

|   | Ciclista               | Equipo          | Tiempo      |
| - | ---------------------- | --------------- | ----------- |
| 1 | Álvaro Mejía           | Motorola-Merckx | 23h 34' 32" |
| 2 | Antonio Martín Velasco | Amaya           | m. t.       |
| 3 | Maurizio Fondriest     | Lampre          | + 11"       |

### 7.ª etapa[7]
15-09-1993: Las - Viella, 18,9 km. (CRI):
|   | Ciclista           | Equipo          | Tiempo  |
| - | ------------------ | --------------- | ------- |
| 1 | Maurizio Fondriest | Lampre          | 23' 47" |
| 2 | Álvaro Mejía       | Motorola-Merckx | + 7"    |
| 3 | Alex Zülle         | ONCE            | + 12"   |

|   | Ciclista               | Equipo          | Tiempo      |
| - | ---------------------- | --------------- | ----------- |
| 1 | Álvaro Mejía           | Motorola-Merckx | 23h 48' 26" |
| 2 | Maurizio Fondriest     | Lampre          | + 4"        |
| 3 | Antonio Martín Velasco | Amaya           | + 35"       |

## Clasificación General
|    | Ciclista               | Equipo                | Tiempo      |
| -- | ---------------------- | --------------------- | ----------- |
|    | Álvaro Mejía           | Motorola-Merckx       | 23h 48' 26" |
| 2  | Maurizio Fondriest     | Lampre                | + 4"        |
| 3  | Antonio Martín Velasco | Amaya                 | + 35"       |
| 4  | Miguel Induráin        | Banesto               | + 40"       |
| 5  | Claudio Chiappucci     | Carrera Jeans-Tassoni | + 43"       |
| 6  | Alex Zülle             | ONCE                  | + 50"       |
| 7  | Oliverio Rincón        | Amaya                 | + 1' 49"    |
| 8  | Jesús Montoya          | Amaya                 | + 1' 59"    |
| 9  | Mikel Zarrabeitia      | Amaya                 | + 3' 29"    |
| 10 | Harald Maier           | Festina-Loto          | + 3' 43"    |

## Clasificaciones secundarias
|   | Ciclista           | Equipo          | Puntos    |
| - | ------------------ | --------------- | --------- |
| 1 | Julio César Cadena | Kelme           | 37 puntos |
| 2 | Álvaro Mejía       | Motorola-Merckx | 33 puntos |
| 3 | Oliverio Rincón    | Amaya           | 32 puntos |

|   | Ciclista           | Equipo                | Puntos    |
| - | ------------------ | --------------------- | --------- |
| 1 | Asier Guenetxea    | Artiach               | 11 puntos |
| 2 | Beat Zberg         | Carrera Jeans-Tassoni | 9 puntos  |
| 3 | Ramón Antonio Rota | Kelme                 | 6 puntos  |

|   | Ciclista           | Equipo   | Puntos    |
| - | ------------------ | -------- | --------- |
| 1 | Laurent Jalabert   | ONCE     | 90 puntos |
| 2 | Maurizio Fondriest | Lampre   | 69 puntos |
| 3 | Marcel Wüst        | Novemail | 65 puntos |

|   | Equipo  | Nacionalidad | Tiempo      |
| - | ------- | ------------ | ----------- |
| 1 | Amaya   | España       | 71h 29' 24" |
| 2 | Banesto | España       | + 3' 56"    |
| 3 | ONCE    | España       | + 7' 12"    |